# Camino de Arlés
El Camino de Arlés o  Vía Tolosana es el nombre latino de una de las cuatro rutas en Francia del Camino de Santiago, la más meridional. Pasa por Toulouse (en español y occitano, Tolosa, de ahí su nombre), pero su punto de reunión y de partida es Arlés. Atraviesa el país etapa tras etapa y cruza los Pirineos por el puerto de Somport. Del lado español el camino continúa con el nombre de Camino aragonés hasta la etapa de Puente la Reina. Entonces se junta con el Camino navarro, que no es más que la continuidad de los otros tres que salen de Francia. De ahí el camino hacia la ciudad compostelana se prosigue bajo el nombre de Camino francés.

## Historia
Con salida desde Arlés, la vía Tolosana o vía Arletanensis, que Aimery Picaud en la Guía del Peregrino llama vía Aegidia [la ruta de Saint-Gilles (del Gard)] acogía a los peregrinos llegados de Italia, de los Alpilles y de Provenza, pero servía también, en el sentido inverso a quienes llegaban de España o de Francia que se dirigían a Roma tomando del lado italiano la vía Francigena.
Su nombre está ligado al de la capital de la dinastía condal de Saint-Gilles, que jugó en el siglo XII, un papel de primer orden en Occitania, las tierras de la lengua de Oc.
Ricas en historia y unidas por una misma lengua, la de los trovadores, estas tierras vieron desarrollarse una de las más brillantes civilizaciones de la Edad Media, como dan fe, al lado de los vestigios de la antigüedad romana, ciudades, monasterios e iglesias que jalonan el trazado de esta vía del sur y, dominándolas, los castillos testigos de la tragedia cátara.
Estaba precedida por la Via Domitia – Camino de Santiago, que va del puerto de Montgenèvre a Arlés, pasando por Sisteron, Apt, llamada también Vía Francigena por los italianos, ya que pasa por Francia.
Había también un camino paralelo, la Via Piemonte Pirenaica o « Via Piemont » o « el cami deu pé de la coste », desviándose en Montpellier, pasando por Narbona, Béziers, Carcasona y Saint-Bertrand-de-Comminges, se unía a la vía principal en Oloron para alcanzar el Puerto de Somport.
Todas estas rutas tomaban el Camino de Santiago aragonés para unirse al Camino de Santiago Francés en Puente la Reina.

## Guía del Peregrino
En el siglo XII en su Guía del Peregrino, Aimery Picaud proporciona las informaciones siguientes:

### Capítulo primero
Los caminos de Santiago
« Hay cuatro rutas que, llevando a Santiago, se reúnen en una sola en Puente la Reina. Una pasa por Saint-Gilles (del Gard), Montpellier, Toulouse y Somport, (...) » 

### Capítulo IV
Cuerpos santos que reposan en la ruta de Santiago y que los peregrinos deben visitar.
Primero quienes van a Santiago por la ruta de Saint-Gilles deben visitar en Arlés el cuerpo del bienaventurado Trófimo, confesor, su fiesta se celebra el 29 de diciembre, (...), el cuerpo del bienaventurado Cesario, obispo y mártir, su fiesta se celebra el 1 de noviembre, (...) y en el cementerio de la misma ciudad las reliquias del obispo San Honorato, su oficio solemne se celebra el 16 de enero, el cuerpo del muy santo mártir Ginés. También hay que visitar con mucha atención el cuerpo venerable de San Gil, piadoso confesor y abad, (...) (en Saint-Gilles-du-Gard).
Deben visitar el cuerpo del bienaventurado confesor Guillermo, el muy santo portainsignia (...) del rey Carlomagno, (...), en el valle de Gellone (Saint-Guilhem-le-Désert), su fiesta se celebra el 28 de mayo.
En la misma ruta hay que visitar los cuerpos de los bienaventurados mártires Tiberio, Modesto y Florencio, (...) (en Saint-Thybèri); se les festeja el 10 de noviembre.
En la misma ruta ha de irse a venerar el muy santo cuerpo del bienaventurado Sernin, obispo y mártir (...) de la ciudad de Toulouse; (…); su fiesta se celebra el 29 de noviembre.

### Conclusión
No existe un « camino histórico » propiamente dicho. Nada hay que atestigüe en algunos casos el paso de los peregrinos. De no ser la presencia de un cuerpo santo, frecuentemente ligado a una peregrinación local, como el de Saint Lizier o Saint-Bertrand-de-Comminges, ambos en el Via Piemonte Pirenaico.
Pocos Hospitales de Santiago, contrariamente a la Via Podiensis, todavía menos Cofradías que daten del gran periodo de la Peregrinación, siglos XI–XIII. Por el contrario, algunos escasos testimonios que datan de los siglos XVI–XVII.

## El camino principal

Rutas francesas de peregrinaje a Santiago de Compostela

### Bouches-du-Rhône
- Arlés, la iglesia de San Trófimo, el claustro de San Trófimo, la Iglesia de Notre dame de la Major, el convento de los Cordeleros, el teatro antiguo, el anfiteatro, sin olvidar los Alyscamps, tan apreciados por Aimery Picaud.

### Gard
- Saint-Gilles-du-Gard, la abadía benedictina de Saint-Gilles.
- Vauvert

### Hérault
- Lunel
- Castries.

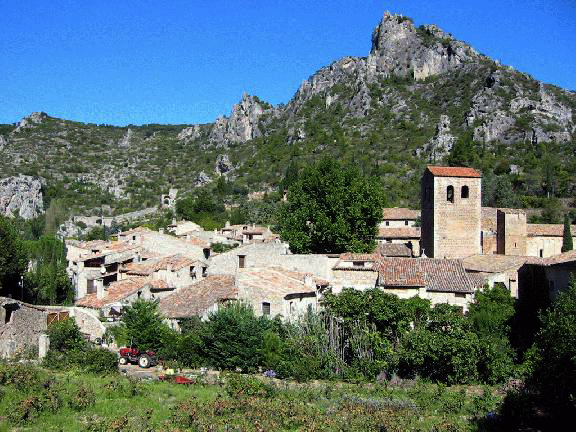
Saint-Guilhem-le-Désert

- Montpellier, la catedral de San Pedro, el barrio de Écusson
- Aniane, su abadía y el Puente del Diablo.
- Saint-Guilhem-le-Désert, y su abadía.
- Saint-Jean-de-la-Blaquière.
- Usclas-du-Bosc, sus 52 estelas funerarias discoidales, del siglo XII.
- Saint-Privat, el priorato de Grandmont.
- Lodève, la catedral de Saint-Fulcran
- Joncels, y su abadía.
- Lunas, su castillo-fuerte
- Le Bousquet-d'Orb, la iglesia de San Martín.
- Saint-Gervais-sur-Mare
- Bédarieux, la iglesia de San Sergio

, la iglesia de San Luis. 
- Le Poujol-sur-Orb
- Olargues ; otro Puente del Diablo

### Tarn
- Murat-sur-Vèbre
- Fraisse-sur-Agout (Hérault)
- La Salvetat-sur-Agout (Hérault)
- Anglès
- Brassac

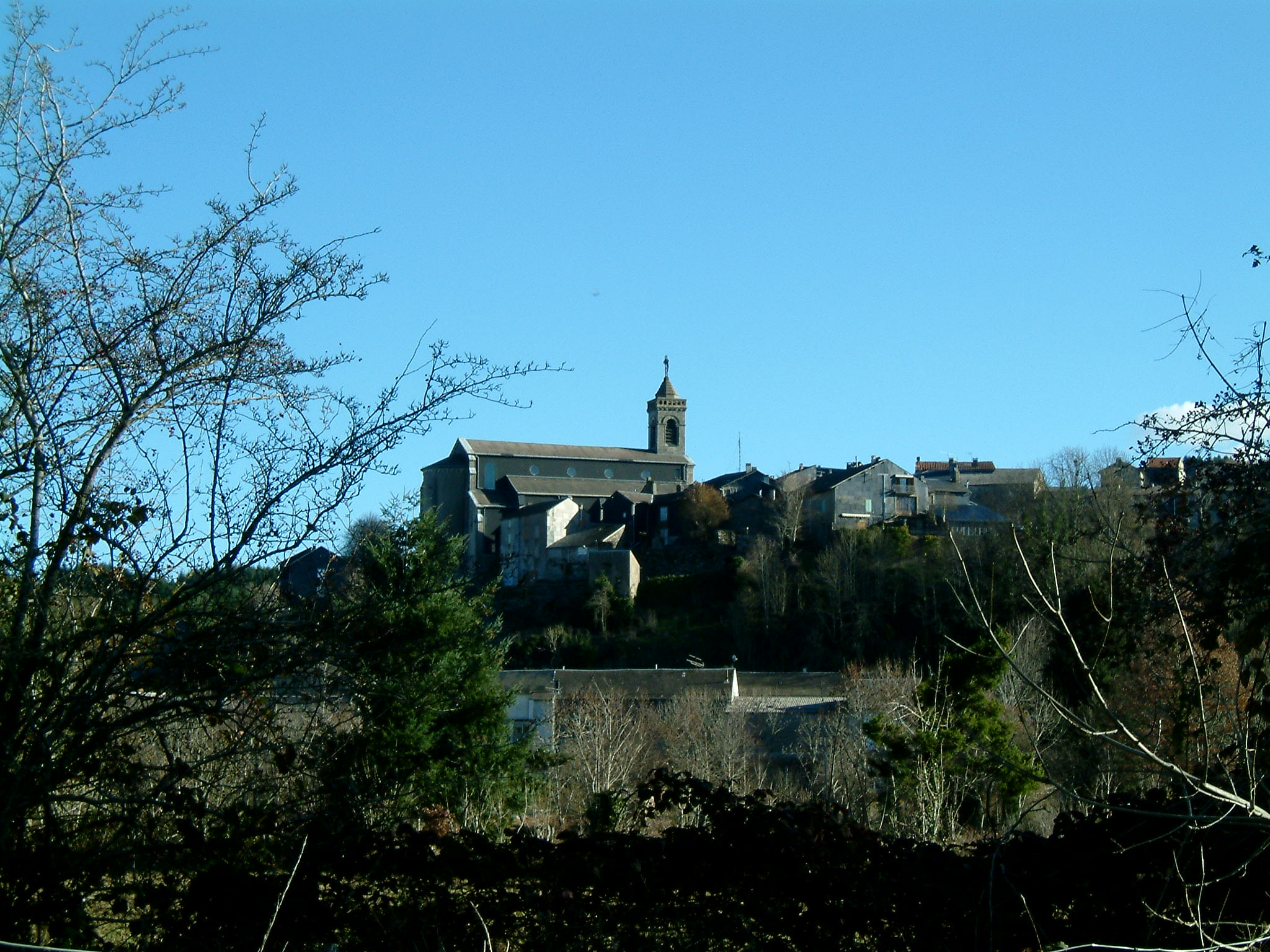
La Salvetat-sur-Agout

- Burlats, la antigua colegial de Saint-Pierre
- Castres, y sus casas a orillas del Agout.
- Soual
- Dourgne, y sus abadías.
- Sorèze, el antiguo hospital de Santiago.

### Alto Garona
- Revel, su mercado,
- Montmaur (Aude)

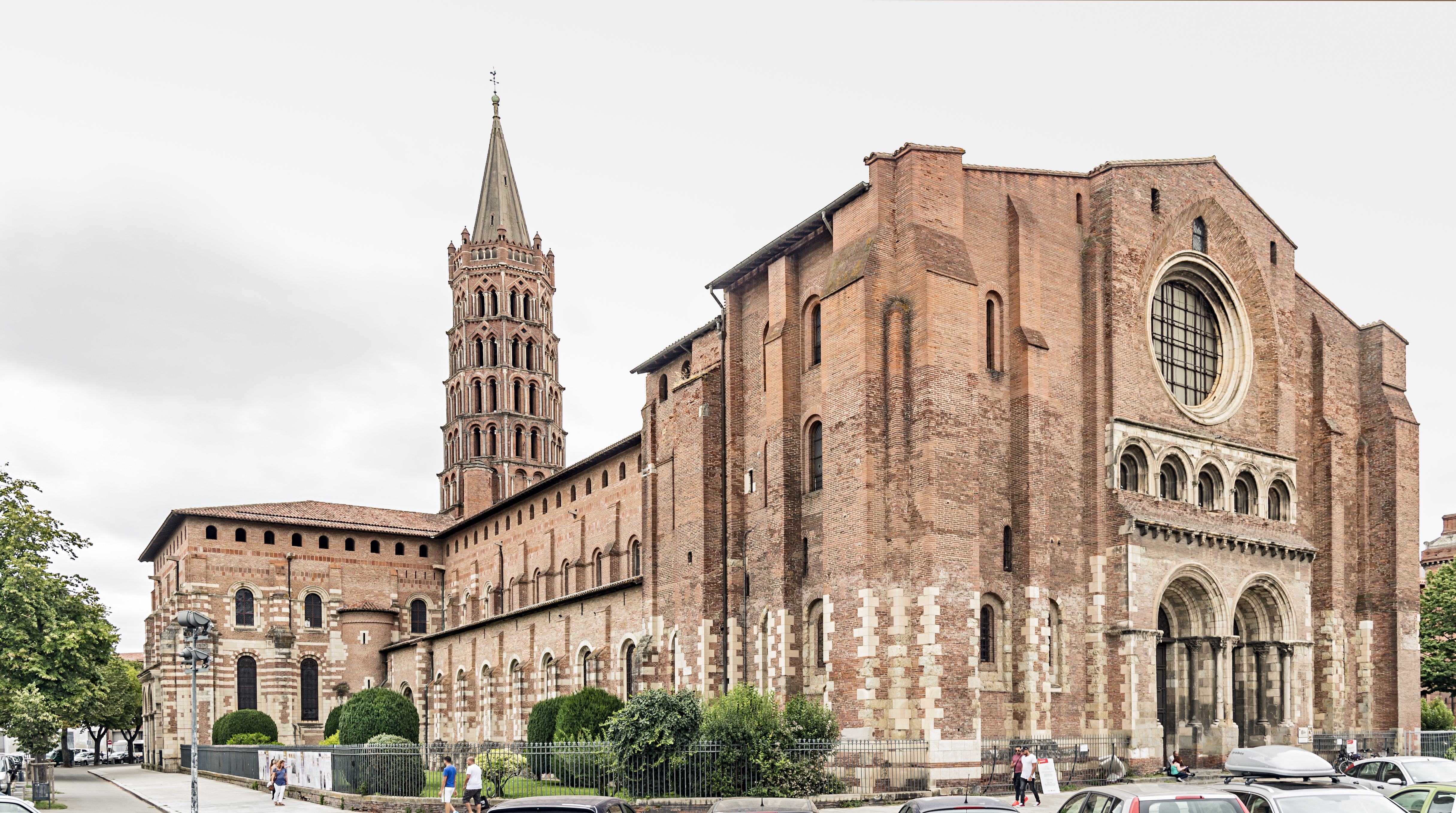
Toulouse, basílica de Saint Sernin.

- Saint-Félix-Lauragais, la iglesia de Saint-Félix
- Cassès, y sus estelas.
- Seuil de Naurouze
- Montferrand (Aude)
- Villefranche-de-Lauragais, bastida del siglo XII
- Baziège, iglesia de Saint-Étienne.
- Escalquens
- Labège.
- Toulouse, la Basílica de San Sernín, la Catedral de Saint-Étienne, la iglesia de Notre-Dame du Taur, la basílica de la Daurade, la iglesia de los Jacobinos y su claustro , el Convento de los Agustinos, la iglesia de Saint-Pierre-des-Cuisines, la iglesia de Saint-Aubin, la iglesia de Saint-Nicolas, la iglesia de Notre-Dame de la Dalbade, la Place du Capitole, la sala de los Ilustres y el Hospital de Santiago.
- Léguevin

### Gers

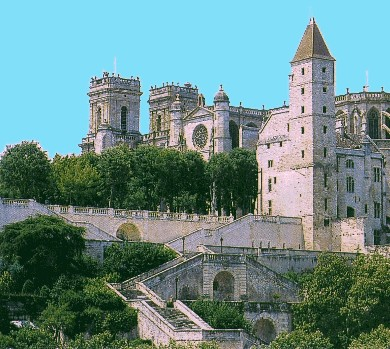
Auch y su catedral.

- L'Isle-Jourdain, el antiguo Hospicio de Santiago
- Gimont, la abadía de Planselve, la iglesia de Notre Dame de Gimont.
- Aubiet
- l'Isle-Arné
- Auch, la Catedral de Santa María de Auch
- Barran, la iglesia de San Juan Bautista
- L'Isle-de-Noé,
- Montesquiou, el Hospital de San Blas
- Bassoues
- Marciac

### Altos Pirineos
- Maubourguet

### Pirineos Atlánticos
- Anoye

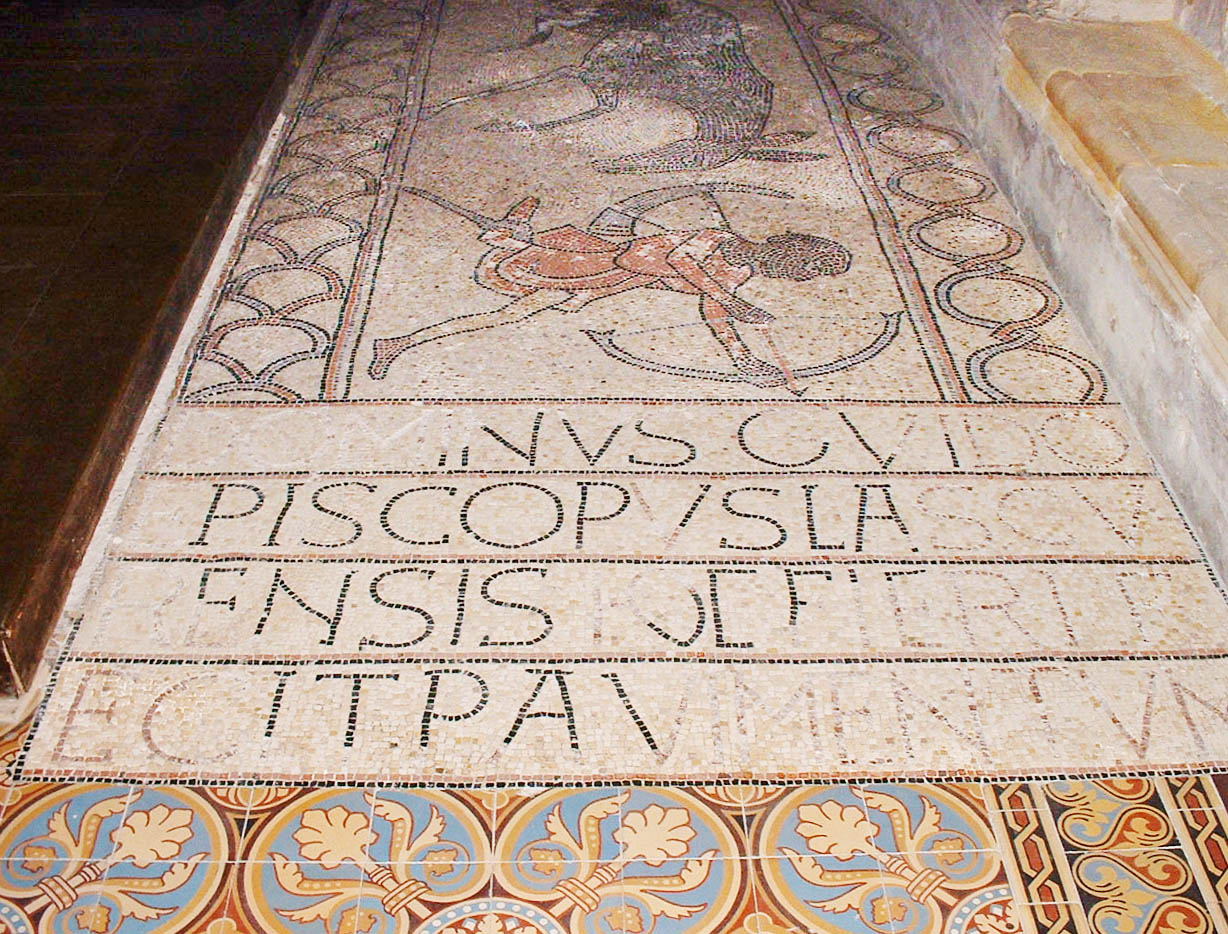
Lescar, mosaicos de la Catedral.

- Morlaàs, la iglesia de Sainte-Foy.
- Lescar
- Lacommande, la iglesia de San Blas
- Oloron-Sainte-Marie, la catedral de Santa María, la Iglesia de la Santa Cruz donde se une la vía alternativa del Piemonte Pirenaico.
- Lurbe-Saint-Christau.
- Escot.
- Sarrance, Notre-Dame de Sarrance
- Accous
- Lescun
- El Puerto de Somport

## Variante de Carcassonne

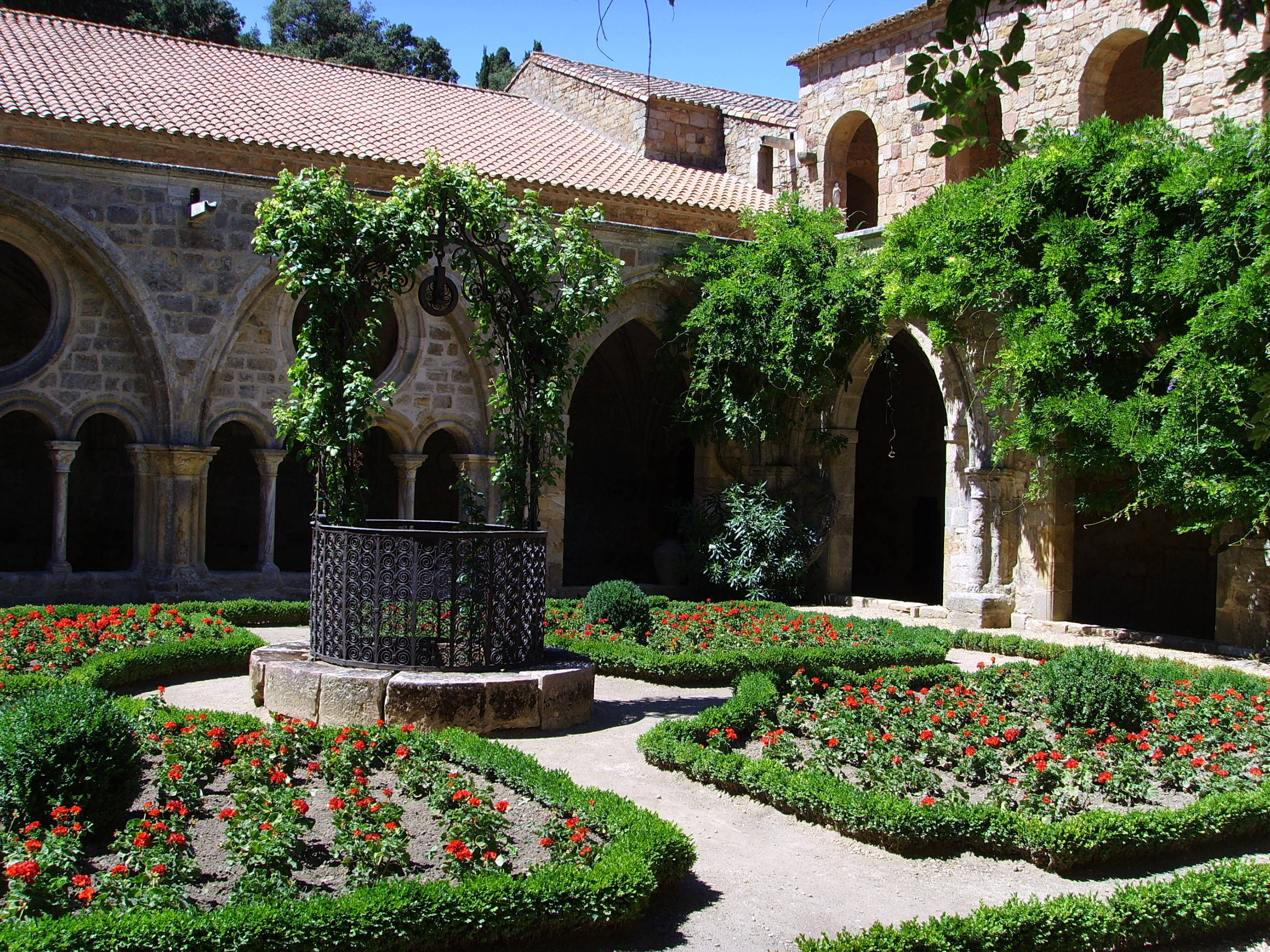
Claustro y fuente de la Abadía de la Fontfroide.

- Pézenas, el hotel consular, la casa de los caballeros de San Juan de Jerusalén.
- Saint-Thibéry
- Béziers, la catedral de Saint-Nazaire, la iglesia de Santiago la iglesia de la Magdalena y el Canal del Mediodía
- Narbona, la basílica de San Justo, el antiguo palacio de los arzobispos y la basílica de Saint-Paul-Serge
- La Abadía de Santa María de la Fontfroide
- Lézignan-Corbières
- Trèbes
- Carcasona, la iglesia de Saint-Nazaire y sus fortificaciones
- Pezens, la capilla de Santa Magdalena
- Villesèquelande, su casa presbiterial del siglo XII
- Sainte-Eulalie
- Bram
- Saint-Papoul, la antigua abadía benedictina
- Castelnaudary, la colegial de San Miguel. Desde aquí se puede volver a la Via Tolosana, por Montferrand y el lugar de Elusiodonum.
- Mirepoix, con su Catedral de San Mauricio
- Vals (Ariège)
- Pàmias donde se le une la variante de Piemonte Pirenaica
- Saint-Lizier: Vieja catedral y claustro, Catedral Notre-Dame-de-la-Sède, palacio episcopal y rempart.
- Audressein: Iglesia de Tramesaygues.
- Saint-Gaudens
- Valcabrère: Iglesia de Saint-Just.
- Saint-Bertrand-de-Comminges: Antigua Catedral de Notre-Dame, basílica paleocristiana y Capilla de Saint-Julien.
- Escaladieu
- Lourdes
- Oloron, a partir de donde se une a la vía principal.

### Variante Via Piemonte Pirenaico
- Salses-le-Château
- Perpiñán, la catedral de Saint-Jean-Baptiste
- Cabestany
- Elna, catedral de Santa Eulalia de Elna y su claustro.
- Collioure
- Saint-Génis-des-Fontaines y su abadía.
- Rodès
- Bouleternere
- Serrabone
- Baillestavy
- Estoher
- San Miguel de Cuixa, la abadía.
- Taurinya
- Castell
- San Martín del Canigó, la abadía.
- Corneilla-de-Conflent
- Fuilla
- Villefranche-de-Conflent
- Montségur
- Ax-les-Thermes
- Tarascon-sur-Ariège
- Foix
- Pàmias donde se une a la variante de Carcasona